# Старое Щербинино
Старое Щерби́нино — деревня в Павловском районе Нижегородской области. Входит в состав городского поселения рабочий посёлок Тумботино.

## География
Деревня находится на расстоянии 8 км к северо-западу от города Павлово, административного центра района, и 78 км к юго-западу от города Нижний Новгород, административного центра области. Абсолютная высота — 74 метра над уровнем моря.

### Часовой пояс
Деревня Старое Щербинино, как и вся Нижегородская область, находится в часовой зоне МСК (московское время). Смещение применяемого времени относительно UTC составляет +3:00.

## Население
| 2002 | 2010 |
| ---- | ---- |
| 210  | ↘175 |

### Национальный состав
Согласно результатам переписи 2002 года, в национальной структуре населения русские составляли 100 % из 210 чел.

## Известные уроженцы
- Тютин, Алексей Яковлевич (1924—1975) — советский военнослужащий, старший сержант. Полный кавалер ордена Славы.